# Podarcis tauricus
Espèce
Synonymes
- Lacerta taurica Pallas, 1814
- Lacerta ionica Lehrs, 1902
- Lacerta tauricus thasopulae Kattinger, 1942

Statut de conservation UICN

 LC  : Préoccupation mineure
Le lézard de Tauride, Podarcis tauricus est une espèce de sauriens de la famille des Lacertidae.

## Répartition

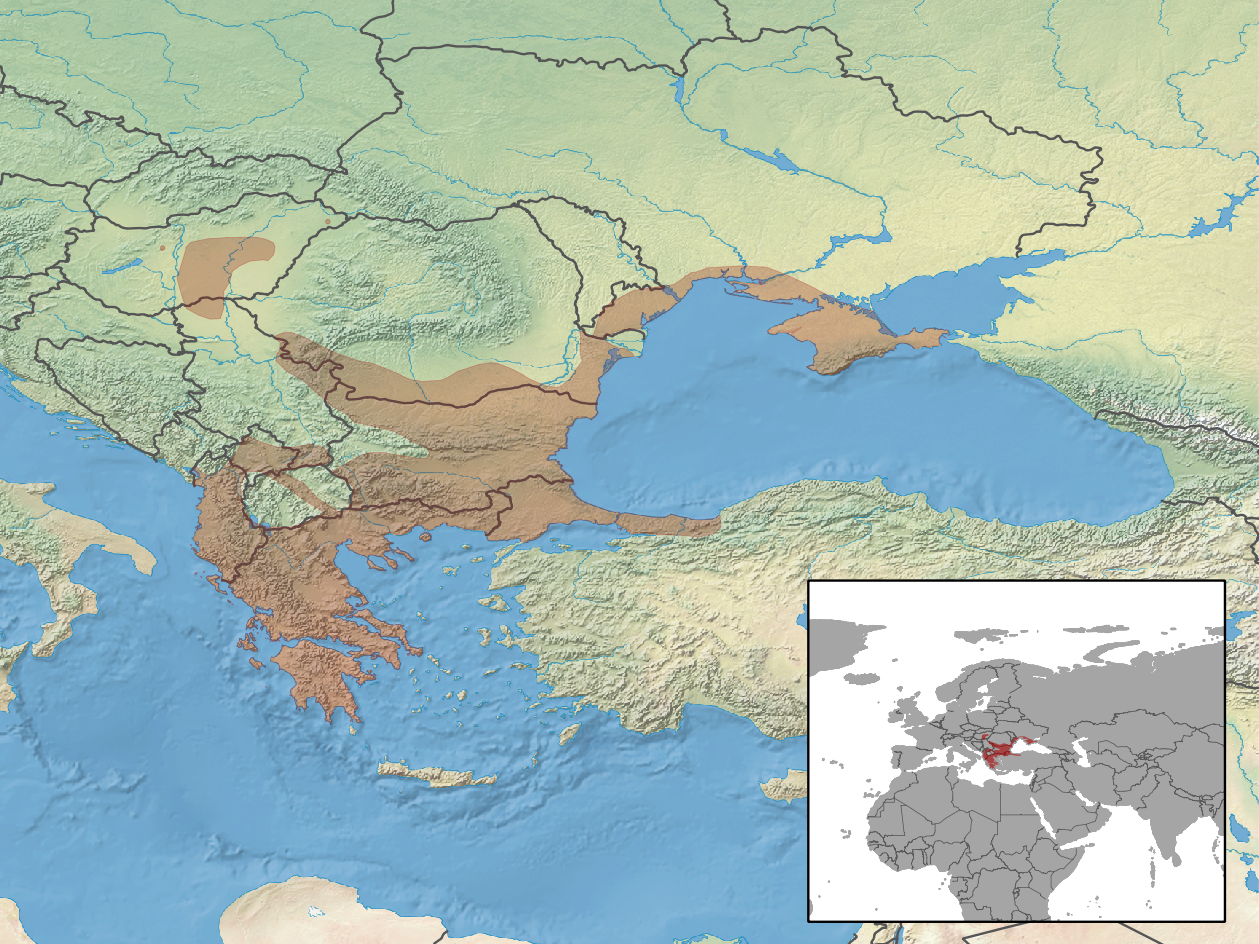
Distribution

Cette espèce se rencontre dans le sud de l'Ukraine, dans le sud de la Moldavie, en Roumanie, en Hongrie, en Bulgarie, en Macédoine, en Albanie, en Grèce et dans le nord-ouest de la Turquie.

## Liste des sous-espèces
Selon The Reptile Database (22 mars 2013) :
- Podarcis tauricus ionicus (Lehrs, 1902)
- Podarcis tauricus tauricus (Pallas, 1814)

## Publications originales
- Kattinger, 1942 : Makedonische Reptilien. IV. Die Taurische Eidechse. Blätter für Aquarien- und Terrarienkunde, vol. 53, p. 59-60, 89-90 & 141-142.
- Lehrs, 1902 : Zur Kenntnis der Gattung Lacerta und einer verkannten Form: Lacerta ionica. Zoologischer Anzeiger, vol. 25, p. 225-237 (texte intégral).
- Pallas, 1814 : Zoographia rosso-asiatica: sistens omnium animalium in extenso imperio rossico, et adjacentibus maribus observatorum recensionem, domicilia, mores et descriptiones, anatomen atque icones plurimorum, vol. 3, p. 1-428 (texte intégral).